# Androclo

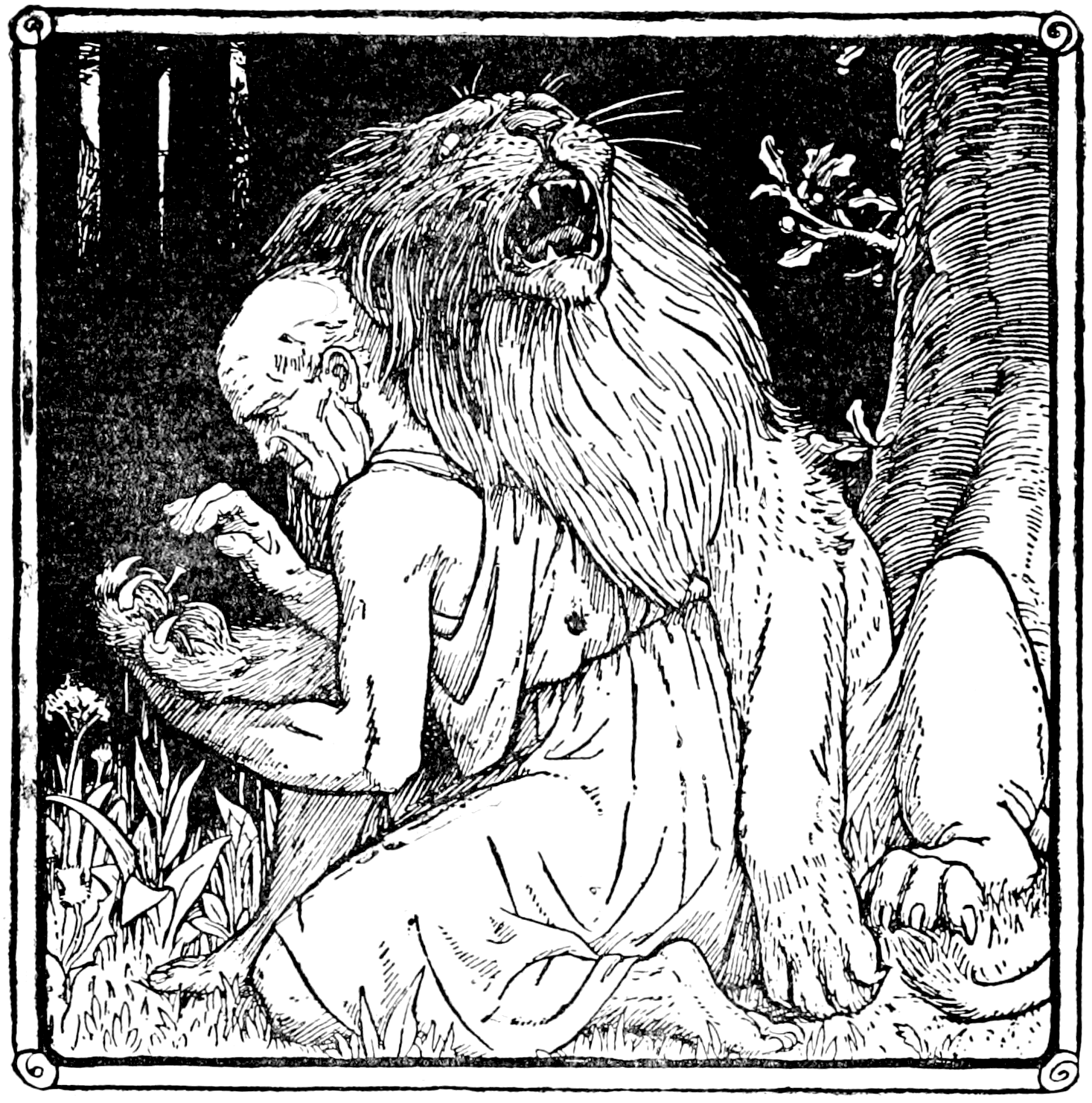
Androclo mentre estrae la spina dalla zampa del leone

Androclo o Androcolone è un personaggio della mitologia romana.

## La leggenda
Giovane schiavo destinato a morte certa, per mano delle fiere che doveva affrontare a mani nude nel Circo Massimo, Androclo riuscì a salvarsi, riacquistando la libertà, perché il leone che doveva combattere gli si prostrò ai piedi, leccandogli le mani in segno di riconoscenza.
La leggenda vuole che lo schiavo Androclo, fuggito da Forum Cornelii (l’odierna Imola), e rifugiatosi in una caverna in Africa, venisse a contatto con il felino.
Questi, sofferente ad una zampa per causa di una spina di rovo, trovò sollievo nelle cure dello schiavo che riuscì ad estrarre il corpo estraneo dall'arto ferito.
Vissero insieme da quell'episodio, aiutandosi a vicenda, fino a che Androclo, stanco della vita selvaggia, si fece catturare dai soldati romani venendo rimpatriato e condannato al supplizio ad bestias. Fu fatto entrare nell'arena, e si trovò di fronte il suo amico leone, che era stato preso per essere utilizzato come strumento di morte nelle esecuzioni. Il felino riconobbe Androclo e non gli fece alcun male. L'imperatore graziò pertanto Androclo.
La fine del mito vuole i due protagonisti insieme passeggiare per le vie della città eterna.

## Androclo nella letteratura
In letteratura il mito di Androclo venne narrato da Eliano e da Aulo Gellio, mentre in epoca moderna ha ispirato la commedia di George Bernard Shaw Androclo ed il leone.
L'aneddoto, nella versione di Aulo Gellio, è citato anche nella serie TV del commissario Montalbano, episodio Come voleva la prassi, andato in onda per la prima volta il 7 marzo 2017; il commissario è paragonato ad Androclo e il sicario che lo risparmia all'ultimo momento (un uomo a cui Montalbano tempo prima aveva salvato la vita) è paragonato al leone.
in seguito fondò la città di Efeso, secondo la leggenda.
È citato anche nel racconto ''Il leone e il cronopio'' nella raccolta di racconti ''Storie di cronopios e di famas'' di  Julio Cortázar.